# Bathyraja multispinis
Bathyraja multispinis és una espècie de peix de la família dels raids i de l'ordre dels raïformes.

## Reproducció
És ovípar i les femelles ponen càpsules d'ous, les quals presenten com unes banyes a la closca.

## Depredadors
A les Illes Malvines és depredat per Bathyraja griseocauda.

## Hàbitat
És un peix marí, de clima temperat i demersal.

## Distribució geogràfica
Es troba a Xile, el nord-oest de les Illes Malvines, l'Uruguai i l'Argentina.

## Observacions
És inofensiu per als humans.